# Drosera peruensis
Drosera peruensis es una planta carnívora del género Drosera, comúnmente conocidas como rocío de sol. Esta planta fue descubierta en Perú en 2002, por Tânia Regina dos Santos Silva y Mireya D. Correa. La especie fue identificada durante una revisión del género Drosera para Flora Neotropica. Drosera se encuentra en todo el mundo, pero la mayoría de las especies fueron halladas en el hemisferio sur, especialmente al suroeste de Australia, África, y Sudamérica.

## Características
La flor de una planta de Drosera peruensis es color rojo, mide de 10 a 18 centímetros de largo, y posee tricolas filiformes. El eje típico de la inflorescencia tiene de 3,5 a 6 centímetros de largo. Los sépalos rojo claro están fusionados entre sí, con cada lóbulo, midiendo más de 4 milímetros de largo y 1,5 milímetros de ancho. Los lóbulos están llenos de tricomas rojos. Los pétalos son de color blanco o rojo y el ovario está compuesto por tres carpelos. La planta tiene tres lápices que se bifurcan desde la base y tienen seis cicatrices claviformes. Las semillas de la planta son oblongas y de superficie reticulada. Cuando la planta se vuelve adulta, sus hojas se vuelven abiertas. Una de las características de sus hojas son su forma oblonga con diferentes pecíolos. La planta también contiene tricomas filamentosos en la superficie abaxial de la hoja, y una inflorescencia con tricomas filamentosos

## Distribución
La especie se encuentra en la región de Pasco (Oxapampa, Cordillera Yanachaga) de Perú, creciendo en matorrales de arena blanca, cubierte por arbustos y turba asociada. El techo de cubierta puede alcanzar los 2 metros de espesor.

## Morfología
Los representantes de esta especie crecen como una planta herbácea en forma de roseta, que se extiende entre 10 y 29 centímetros. El eje del vástago sólo alcanza una longitud de 2 a 4 centímetros. Sus hojas son rojas, y en la edad de caída de la planta, la longitud de las hojas puede ser de 10 a 12 centímetros de largo. Los pecíolos pueden tener una longitud de 6 a 7 centímetros y 1 milímetro de ancho. La hoja tiene una textura diferente en cada lago; el lado abaxial (superior) de la hoja es peludo, mientras que el adaxial (inferior) es liso. El borde de la hoja es inversamente-ovalado a redondo-ovalado, teniendo de 4 a 7 centímetros de largo y aproximadamente 1 milímetro de ancho. Los lados superiores de los bordes tienen una textura peluda con pelos glandulares, mientras que el envés de la hoja tienen tricomas filiformes que miden entre 2 a 2,5 milímetros de largo y son de color dorado. Las estípulas son rectangulares y tienen schlitzblättrig membranosa con la ranura que mide desde 7 milímetros de largo y 6 milímetros de ancho.

## Flores y frutos
La planta de  Drosera peruensis comienza a florecer durante el otoño, todo el mes de octubre. La flor mide de 10 a 18 centímetros de largo. Consiste en tricomas rojos y filiformes que pueden desarrollar de dos a cuatro flores. El eje de la inflorescencia tiene entre 3,4 y 6 centímetros de largo, unido a un pedicelo rojizo. Sus sépalos también son color rojo claro y están fusionados entre sí, mientras que cada uno de sus lóbulos es de forma oblonga-redonda y mide 4 milímetros de largo y 1,5 milímetros de ancho, y está cuebierto de tricomas rojizos. Los pétalos pueden ser de color blanco o color rojo, y su ovario está compuesto por tres carpelos. La planta tiene tres lápices que se bifurcan desde la base y tienen seis cicatrices claviformes. Las semillas de la planta son oblongas y de superficie reticulada.

## Carnivorismo
Puede considerarse a la Drosera como la "maestra del pegajoso papel para moscas" porque se basa en capturar a su presa usando pelos glandulares, y luego enrollando los bordes de las hojas para consumirla. Esos pelos tienen una especie de pegamento que atrapa a su presa. Este mecanismo es comparable con el de otras plantas carnívoras como la Venus atrapamoscas a pesar de que la captura se produce en un tiempo relativamente lento, y difiere en movimiento de las hojas. Luego de que la presa ha sido inmovilizada por los pelos glandulares, las glándulas acechadas producen enzimas digestivas, incluyendo proteasa y fosfatasa para deshacer a su presa. Los fluidos digestivos trabajan deshaciendo la parte interna carnosa del insecto, transformándola en una "sopa de nutrientes" que luego es absorbida por la planta. Luego de digerir y absorber por completo a la presa, la hoja regresa a su estado inicial. El exoesqueleto de la presa permanece en la hoja hasta ser limpiado por el agua de lluvia.

## Comparación con otras especies de Drosera
La  diferencia de Drosera peruensis con otras especies de "rocío de sol", es la variedad de características que tiene cada especie de Drosera. Las características utilizadas para describir la taxonomía de Drosera incluyen rasgos tales como la forma de la hoja, el número del estilo, su morfología, la presencia o ausencia de estípulas u órganos especializados (por ejemplo, tubérculos o gemas). Durante muchos años, nueva información apareció gracias al descubrimiento de nuevas especies de Drosera incluyendo sus números de cromosomas, morfología del pólen, componentes secundarios, y tipos de germinación de semillas.

## Medicinal
Al igual que otras especies, la Drosera peruensis también contiene componentes medicinales activos que pueden encontrarse en otras Droseras.

## Ornamental
Drosera peruensis puede ser usada como planta ornamental por sus cualidades estéticas, pero su cultivo puede diferir de otras especies.